# Przysieczna
Przysieczna (deutsch Wegen, tschechisch Podrohovčí) ist eine zum Dorf Ściborzyce Wielkie (Steuberwitz) gehörige Ansiedlung in der Gmina Kietrz (Katscher) im Powiat Głubczycki in der Woiwodschaft Opole in Polen. Sie liegt acht Kilometer südöstlich von Kietrz an der Grenze zu Tschechien und entstand auf den Fluren des ehemaligen Vorwerks Lichtenhof.

## Geografie
Die Streusiedlung Przysieczna erstreckt sich rechtsseitig der Bilawoda in der Nizina Śląska (Schlesische Tiefebene) innerhalb des Płaskowyż Głubczycki (Leobschützer Lößhügelland). Östlich und südlich verläuft die Grenze zu Tschechien.
Nachbarorte sind Sudice (Zauditz) im Nordosten, Rohov (Rohow) im Osten, Strahovice (Strandorf) im Südosten, Kobeřice (Köberwitz) und Vrbka (Weidental) im Süden, Služovice (Schlausewitz) und Hněvošice (Schreibersdorf) im Südwesten, Rozumice (Rösnitz) im Westen sowie Ściborzyce Wielkie (Steuberwitz) und Třebom (Thröm) im Nordwesten.

## Geschichte
Die 1502 erstmals erwähnte Feste Světlov wurde durch die Ritter Schamarzowsky von Rohow (Šamařovští z Rohova) errichtet. Sie erlosch im 17. Jahrhundert, wahrscheinlich während des Dreißigjährigen Krieges.
An Stelle der zerstörten Feste ließen die Besitzer des Gutes Rohow den Meierhof Světlovec anlegen. Am 24. Juni 1676 veräußerten Regina Katharina von Orlick und Anna Maria von Jakockow das Gut Rohow mit dem Pertinenzgut Swietlowitz an Karl Maximilian von Lichnowsky. Nachfolgend gehörte Swietlowitz immer als Teil des Gutes Rohow zum Fideikommiss Kuchelna der späteren Fürsten Lichnowsky. Neben dem Hof Swietlowitz lässt sich seit dem 18. Jahrhundert in dem Tal auch die am Weg von Rohow nach Steuberwitz gelegene Einschicht Podrohowczi nachweisen, über deren Entstehung nichts überliefert ist.
Nach dem Ersten Schlesischen Krieg fiel Swietlowitz 1742 wie fast ganz Schlesien an Preußen. Im Laufe des 19. Jahrhunderts wurde der zum Gutsbezirk Rohow gehörige Hof als Swietlowice, Swietlovice und Swietlowetz bezeichnet. Um 1910 ließ Karl Max von Lichnowsky den Namen des Hofes entsprechend dem Zeitgeist in Vorwerk Lichtenhof germanisieren.
Aufgrund des Versailler Vertrages von 1919 wurde das Vorwerk Lichtenhof zusammen mit Rohow am 4. Februar 1920 als Teil des Hultschiner Ländchens der Tschechoslowakei zugeschlagen. Die neue Grenze zum Deutschen Reich bildete hier zunächst die Bilawoda. Die offen gebliebene Zugehörigkeit der Landgemeinden und Gutsbezirke Sandau, Haatsch und Owschütz wurde am 19. Dezember 1922 vom Grenzausschuss geregelt. Im Abtausch gegen die Kolonie Rakowiec und das Vorwerk Lichtenhof erhielt die Tschechoslowakei die Landgemeinden und Gutsbezirke Haatsch und Sandau. Am 8. März 1923 wurde die Rückgabe des Hofes Světlovec/Lichtenhof und der Kolonie Podrohovčí/Podrohowczi an Preußen vollzogen. Die Gemarkung Rohow reduzierte sich damit um 28 ha, die der Gemeinde Steuberwitz im Landkreis Leobschütz zugeschlagen wurden. Auf den Fluren des Lichtenhofes entstand bis in die 1930er Jahre die Streusiedlung Wegen. Auch nach dem Münchener Abkommen von 1938, als Rohow zusammen mit dem Hultschiner Ländchen vom Deutschen Reich besetzt wurde, blieb die Gemarkungsgrenze mit Steuberwitz unverändert. Im April 1945 wurde die Gegend während der Mährisch-Ostrauer Operation verwüstet.
Nach dem Ende des Zweiten Weltkriegs 1945 kam der bisher deutsche Ort unter polnische Verwaltung, wurde in Przysieczna umbenannt und der Woiwodschaft Schlesien angeschlossen; der Lichtenhof verlor seinen Namen gänzlich. 1950 wurde Przysieczna zusammen mit Ściborzyce Wielkie der Woiwodschaft Oppeln zugeteilt. 1999 wurde die Siedlung Teil des wiedergegründeten Powiat Głubczycki.